# Roodkopzalm
De roodkopzalm (Hemigrammus bleheri, Petitella georgiae) is een tropische vis die oorspronkelijk uit Zuid-Amerika, met name Brazilië en Colombia, afkomstig is. Zoals de naam al doet vermoeden is de kop van deze vis roodgekleurd.
Deze vis komt vaak voor in zoetwateraquaria. De roodkopzalm heeft graag een langgerekt aquarium tot zijn beschikking met veel vrije zwemruimte. De roodkopzalm zwemt graag in scholen en is gevoelig voor de waterkwaliteit en verliezen daardoor hun felle kleuren, wanneer ze zich niet prettig voelen.
De vissen vallen op door hun rode kop. De staart is zwart/wit en heeft meestal drie zwarte en vier witte banen. De rode kop kan van kleur veranderen, wanneer het aquariumwater bijvoorbeeld te veel nitriet bevat. De lengte van de vis bedraagt ongeveer maximaal vijf centimeter.